# Isole di Kolosov
Le isole di Kolosov (in russo Острова Колосова, ostrova Kolosova) sono un gruppo di isole russe che fanno parte dell'arcipelago di Severnaja Zemlja e sono bagnate dal mare di Kara.
Amministrativamente fanno parte del distretto di Tajmyr del Territorio di Krasnojarsk, nel Distretto Federale Siberiano.

## Geografia
Le isole sono situate lungo la costa occidentale dell'isola della Rivoluzione d'Ottobre, all'imboccatura occidentale del golfo Uzkij (залив Узкий, zaliv Uzkij), tra la penisola Žiloj (полуостров Жилой, poluostrov Žiloj) a est e la penisola Parižskoj Kommuny (полуостров Парижской Коммуны, poluostrov Parižskoj Kommuny) a ovest. In particolare, si trovano a 1,5 km da capo Svidetel'(мыса Свидетель, mys Svidetel') sulla penisola Parižskoj Kommuny.
Sono due piccole isole rocciose, senza nomi individuali, distanti tra loro 500 m; hanno entrambe una forma allungata e ciascuna misura circa 750 m di lunghezza. Non ci sono rilievi importanti e le coste sono scoscese. Sull'isola più a nord è presente una rada vegetazione tipica della tundra.

## Isole adiacenti
- Isola Blizkij (остров Близкий, ostrov Blizkij), 8,2 km a nord-est.
- Isola Pustoj (остров Пустой, ostrov Pustoj), 9 km a nord.
- Isola Zabor (oстров Колосова, ostrov Zabor), 3 km a nord-est.
- Isola Obmannyj (остров Обманный, ostrov Obmannyj), 4 km a sud-est.
- Isola Bazovyj (остров Базовый ostrov Bazovyj), 2,7 km a est.